# 14111 Kimamos
14111 Kimamos este un asteroid din centura principală de asteroizi.

## Descriere
14111 Kimamos este un asteroid din centura principală de asteroizi. A fost descoperit pe 17 august 1998 la Socorro, New Mexico, în cadrul proiectului LINEAR. Asteroidul prezintă o orbită caracterizată de o semiaxă mare de 2,30 ua, o excentricitate de 0,12 și o înclinație de 5,3° în raport cu ecliptica.